# Maximilian Cornelius Jehuda Ewert
Pour les articles homonymes, voir Ewert.
Maximilian C. Jehuda Ewert est un compositeur et violoniste allemand, né à Soltau le  22 juillet 1974.

## Biographie
Pendant son enfance, il attire l’attention du public et commence ses études de composition et violon au Conservatoire « Leopold Mozart » d'Augsbourg avec John van Buren.
Parallèlement Ewert fait ses études de violon à l'université des arts de Berlin avec Uwe Haiberg. Avant même son premier diplôme, il est le lauréat du concours international Johannes Brahms en 1999. 
Pendant ses études, il voyage comme soliste du « Ensemble für neue Musik Würzburg » à travers le monde, en Europe, en Israël fait des séjours aux États-Unis (IU Département of Music Bloomington) et Argentine (surtout à Buenos Aires).
Après son diplôme de formation supérieure en composition et DEA et CA (stat.au cont. conseil d'état 280769) en violon, il a tout d’abord travaillé comme tuttiste dans l’orchestre de chambre de Saint-Pétersbourg. Quand Ewert a reçu une bourse du gouvernement d’Allemagne pour un séjour à la cité internationale des arts de Paris, il s’est produit pour plusieurs concerts dont un au Goethe-Institut de Paris.
En 2002, il s’est rendu à l’orchestre du théâtre national de l'Opéra-Comique de Paris, où il obtient le poste de super soliste.
Quatre années après, Ewert est lauréat du concours international en composition d'Oslo et participe à des festivals comme l'Adevangarde Festival de Munich. Il est aussi invité par plusieurs universités dont l'université des arts de Berlin.
En 2007, il fréquente les cours du professeur et compositeur José Manuel López López et revoit ses professeurs Winbeck et Van Buren (es) ainsi Walter Zimmermann. Ensuite, il s'est présenté au festival d'avant-garde à Munich et au festival à Cassel.